# Yan antérieur
Pour les articles homonymes, voir Yan (homonymie).

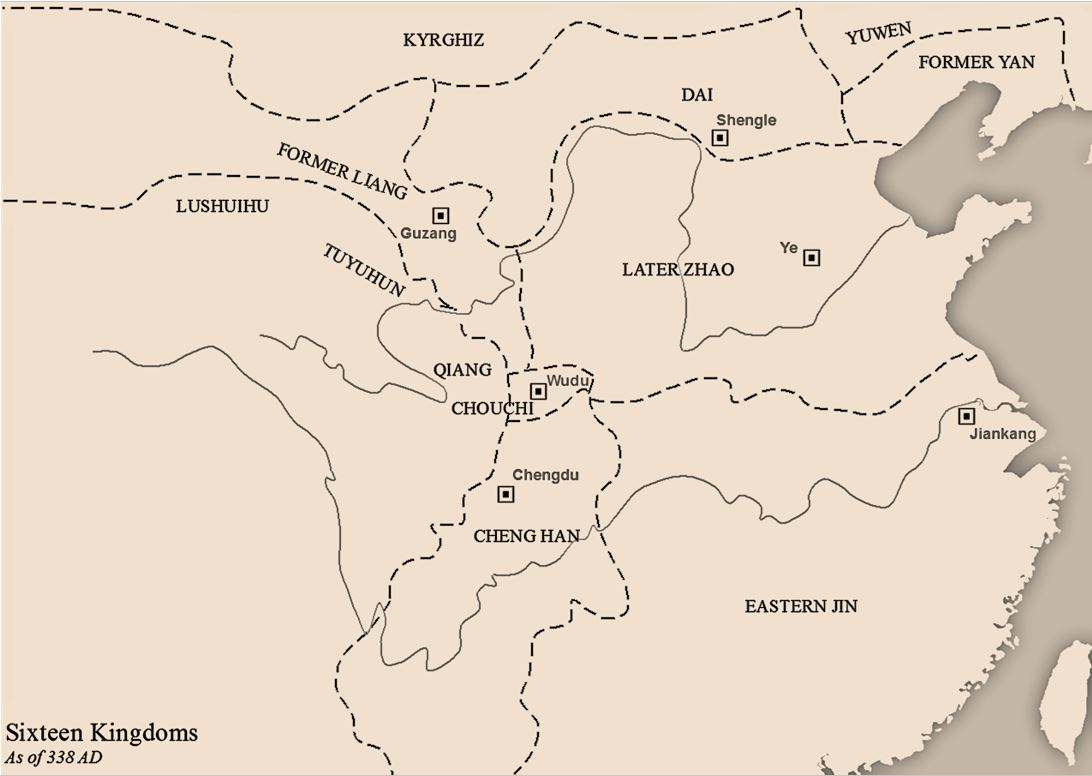
Carte des Seize Royaumes en 338

Le Yan antérieur ou Yan ancien ((zh); 337-370) était un état xianbei de la période des Seize Royaumes en Chine.
Murong Huang et son fils Murong Jun initient la Dynastie des Jin (265-420) et créent le titre de "Prince de Yan". En 352, après avoir saisi la plupart des territoires du Zhao postérieur, Murong Jun se proclame empereur tout comme le feront les dirigeants suivants du Yan antérieur.

## Histoire
Leur capitale était Yan (Beijing) en 350, puis Yecheng en 357, et enfin de Luoyang en 364.
Au cours de l'hiver 342, les Xianbei du Yan antérieur, gouvernés par le clan Murong, attaquèrent et détruisirent la capitale de Goguryeo : Hwando. 50 000 personnes furent réduites en esclavage et la reine-mère ainsi que la reine furent prisonnières, forçant ainsi le Roi Gogukwon à fuir. Les Xianbei dévastèrent également Buyeo en 346, accélérant ainsi la migration des Buyeo vers la péninsule coréenne.

## Dirigeants du Yan antérieur
| Nom de temple                                    | Nom posthume             | Nom de famille et prénom | Durées de règne | Ères et durées respectives                                                                     |
| ------------------------------------------------ | ------------------------ | ------------------------ | --------------- | ---------------------------------------------------------------------------------------------- |
| Convention chinoise : nom de famille puis prénom |                          |                          |                 |                                                                                                |
| Taizu (太祖 Taìzǔ)                               | Wenming (文明 Wénmíng)   | 慕容皝 Mùróng Huǎng      | 337-348         | Yanwang (燕王 Yànwáng) 337-348                                                                 |
| Liezong (烈宗 Lièzōng)                           | Jingzhao (景昭 Jǐngzhāo) | 慕容儁 Mùróng Jùn (en)   | 348-360         | Yanwang (燕王 Yànwáng) 348-353 Yuanxi (元璽 Yuánxǐ) 353-357 Guangshou (光壽 Guāngshoù) 357-360 |
| Inexistant                                       | You (幽 Yōu)             | 慕容暐 Mùróng Wěi (en)   | 360-370         | Jianxi (建熙 Jiànxī) 360-370                                                                   |